# Gastón Turus
Gastón Alejandro Turus (Colonia Caroya, Provincia de Córdoba, 27 de mayo de 1980) es un exfutbolista argentino. Jugaba de defensor y realizó toda su carrera en el Club Atlético Belgrano, donde fue capitán por muchos años.
Debutó el 12 de agosto del año 2000 ante Independiente bajo la conducción de Reinaldo Merlo.
Estuvo 16 temporadas en la primera de Belgrano, sin haber estado en otro club. Jugó en total 295 partidos, habiendo obtenido dos ascensos desde la segunda división y dos subcampeonatos en la máxima categoría.

## Clubes
| Club     | País      | Año         | PJ  | Goles |
| -------- | --------- | ----------- | --- | ----- |
| Belgrano | Argentina | 1999 - 2016 | 295 | 7     |

## Palmarés
| Logro                      | Club     | Temporada |
| -------------------------- | -------- | --------- |
| Ascenso a Primera División | Belgrano | 2005/06   |
| Ascenso a Primera División | Belgrano | 2010/11   |

- Datos: Q5391610